# Жизнове
Жизнове (біл. Жызнава) — присілок в складі Вілейського району Мінської області, Білорусь. Село підпорядковане Стешицькій сільській раді, розташоване в північній частині області.

## Історія
У 1921–1945 роках застінок знаходилось у Польщі, у Вільнюській воєводстві, Вілейського повіту, гміні Довгиново.

## Населення
- 1921 рік — 240 осіб, 44 помешкань[1].
- 1931 рік — 245 осіб, 40 помешкань[2].